# Prestonia (vlinders)
Prestonia is een geslacht in de orde van de Lepidoptera (vlinders) familie van de Pieridae (Witjes).
Prestonia werd in 1920 beschreven door Schaus.

## Soort
Prestonia omvat de volgende soort:
- Prestonia clarki - Schaus, 1920